# 닉 파월
니컬러스 에드워드 "닉" 파월(Nicholas Edward "Nick" Powell, 1994년 3월 23일 크루~)은 잉글랜드의 축구 선수이다. 포지션은 미드필더이다.
2012년 260만 파운드(약 47억 원)의 이적료에 4부리그 크루 알렉산드라(현재 3부리그)를 떠나 맨체스터 유나이티드에 입단하여 위건을 상대로 24야드 중거리 슈팅으로 데뷔골을 기록하여 알렉스 퍼거슨 감독으로부터 극찬을 받았다.
맨유에서 위건 애슬레틱으로 한 시즌 동안 임대되었다가 레스터 시티로 임대 이적했다가 맨유로 복귀하였다.
15-16 시즌 중, 헐 시티로 임대를 떠났고, 시즌 후, 임대를 마치고 맨유로 복귀하였다.
그 후, 한 동안 주전 경쟁에 밀려 많은 경기에 출전하지 못했고, 15-16 시즌을 끝으로 맨유와 결별한 후 2016년 7월 위건 애슬레틱과 계약하였다.